# Gran Premio di superbike d'Europa 2000
Il Gran Premio di superbike d'Europa 2000 è stato la decima prova su tredici del campionato mondiale Superbike 2000, disputato il 6 agosto sul circuito di Brands Hatch, ha visto la vittoria di Troy Bayliss in gara 1, mentre la gara 2 è stata vinta da Neil Hodgson.
La vittoria nella gara valevole per il campionato mondiale Supersport è stata invece ottenuta da Paolo Casoli. La gara del campionato Europeo della classe Superstock viene vinta da Jamie Morley.

## Risultati

### Gara 1

#### Arrivati al traguardo[5]
| Pos. | Nº  | Pilota               | Squadra              | Motocicletta      | Giri | Tempo     | Griglia | Punti |
| ---- | --- | -------------------- | -------------------- | ----------------- | ---- | --------- | ------- | ----- |
| 1º   | 21  | Troy Bayliss         | Ducati Infostrada    | Ducati 996        | 25   | 36:35.753 | 3º      | 25    |
| 2º   | 48  | Neil Hodgson         | INS - GSE Racing     | Ducati RS 996     | 25   | +0:00.235 | 1º      | 20    |
| 3º   | 49  | Chris Walker         | National Tyres Clar. | Suzuki GSX R750   | 25   | +0:08.782 | 8º      | 16    |
| 4º   | 47  | John Reynolds        | Revè Red Bull        | Ducati RS 996     | 25   | +0:11.737 | 11º     | 13    |
| 5º   | 41  | Noriyuki Haga        | Yamaha WSBK          | Yamaha YZF R7     | 25   | +0:12.516 | 16º     | 11    |
| 6º   | 3   | Troy Corser          | Aprilia Axo          | Aprilia RSV 1000  | 25   | +0:14.658 | 10º     | 10    |
| 7º   | 111 | Aaron Slight         | Castrol Honda        | Honda VTR1000     | 25   | +0:15.839 | 7º      | 9     |
| 8º   | 7   | Pierfrancesco Chili  | Suzuki Alstare       | Suzuki GSX R750   | 25   | +0:16.376 | 4º      | 8     |
| 9º   | 4   | Akira Yanagawa       | Kawasaki Racing      | Kawasaki ZX 7RR   | 25   | +0:17.233 | 9º      | 7     |
| 10º  | 2   | Colin Edwards        | Castrol Honda        | Honda VTR1000     | 25   | +0:20.257 | 2º      | 6     |
| 11º  | 19  | Juan Borja           | Ducati Infostrada    | Ducati 996        | 25   | +0:24.169 | 12º     | 5     |
| 12º  | 6   | Gregorio Lavilla     | Kawasaki Racing      | Kawasaki ZX 7RR   | 25   | +0:28.147 | 14º     | 4     |
| 13º  | 13  | Andreas Meklau       | Gerin WSBK           | Ducati 996 RS2000 | 25   | +0:31.924 | 18º     | 3     |
| 14º  | 30  | Alessandro Antonello | Aprilia Axo          | Aprilia RSV 1000  | 25   | +0:33.191 | 20º     | 2     |
| 15º  | 155 | Ben Bostrom          | Ducati NCR           | Ducati RS 996     | 25   | +0:37.579 | 13º     | 1     |
| 16º  | 39  | Alessandro Gramigni  | Valli Racing 391     | Yamaha R7         | 25   | +0:38.333 | 19º     |       |
| 17º  | 9   | Katsuaki Fujiwara    | Suzuki Alstare       | Suzuki GSX R750   | 25   | +0:39.764 | 17º     |       |
| 18º  | 35  | Giovanni Bussei      | Kawasaki Bertocchi   | Kawasaki ZX 7RR   | 25   | +0:59.379 | 15º     |       |
| 19º  | 10  | Vittoriano Guareschi | Yamaha WSBK          | Yamaha YZF R7     | 25   | +1:03.186 | 22º     |       |
| 20º  | 18  | Markus Barth         | Alpha Technik Yamaha | Yamaha R7         | 25   | +1:04.260 | 21º     |       |
| 21º  | 27  | Frédéric Protat      | FP Racing            | Ducati 996        | 25   | +1:14.377 | 29º     |       |
| 22º  | 20  | Marco Borciani       | Pedercini            | Ducati RS 996     | 25   | +1:15.106 | 25º     |       |
| 23º  | 76  | Igor Jerman          | Kawasaki Bertocchi   | Kawasaki ZX 7RR   | 25   | +1:21.387 | 26º     |       |
| 24º  | 46  | Mauro Sanchini       | Pedercini            | Ducati RS 996     | 25   | +1:28.971 | 24º     |       |
| 25º  | 38  | Lance Isaacs         | Ducati NCR           | Ducati RS 996     | 24   | +1 giro   | 33º     |       |
| 26º  | 91  | Daniele Morigi       | Pacific              | Ducati 996 RS2000 | 24   | +1 giro   | 34º     |       |

#### Ritirati
| Nº | Pilota             | Squadra              | Motocicletta  | Giri | Griglia |
| -- | ------------------ | -------------------- | ------------- | ---- | ------- |
| 28 | Jürgen Oelschläger | Alpha Technik Yamaha | Yamaha R7     | 18   | 27º     |
| 11 | Lucio Pedercini    | Pedercini            | Ducati RS 996 | 6    | 30º     |
| 78 | Bertrand Stey      | White Endurance      | Honda VTR1000 | 3    | 31º     |
| 23 | Jiří Mrkývka       | JM SBK               | Ducati 996 R  | 1    | 32º     |

### Gara 2

#### Arrivati al traguardo[6]
| Pos. | Nº  | Pilota               | Squadra              | Motocicletta      | Giri | Tempo     | Griglia | Punti |
| ---- | --- | -------------------- | -------------------- | ----------------- | ---- | --------- | ------- | ----- |
| 1º   | 48  | Neil Hodgson         | INS - GSE Racing     | Ducati RS 996     | 25   | 36:33.880 | 1º      | 25    |
| 2º   | 21  | Troy Bayliss         | Ducati Infostrada    | Ducati 996        | 25   | +0:00.732 | 3º      | 20    |
| 3º   | 7   | Pierfrancesco Chili  | Suzuki Alstare       | Suzuki GSX R750   | 25   | +0:04.759 | 4º      | 16    |
| 4º   | 41  | Noriyuki Haga        | Yamaha WSBK          | Yamaha YZF R7     | 25   | +0:07.081 | 16º     | 13    |
| 5º   | 4   | Akira Yanagawa       | Kawasaki Racing      | Kawasaki ZX 7RR   | 25   | +0:07.917 | 9º      | 11    |
| 6º   | 2   | Colin Edwards        | Castrol Honda        | Honda VTR1000     | 25   | +0:09.627 | 2º      | 10    |
| 7º   | 49  | Chris Walker         | National Tyres Clar. | Suzuki GSX R750   | 25   | +0:16.365 | 8º      | 9     |
| 8º   | 6   | Gregorio Lavilla     | Kawasaki Racing      | Kawasaki ZX 7RR   | 25   | +0:29.293 | 14º     | 8     |
| 9º   | 13  | Andreas Meklau       | Gerin WSBK           | Ducati 996 RS2000 | 25   | +0:31.040 | 18º     | 7     |
| 10º  | 9   | Katsuaki Fujiwara    | Suzuki Alstare       | Suzuki GSX R750   | 25   | +0:37.479 | 17º     | 6     |
| 11º  | 39  | Alessandro Gramigni  | Valli Racing 391     | Yamaha R7         | 25   | +0:37.482 | 19º     | 5     |
| 12º  | 10  | Vittoriano Guareschi | Yamaha WSBK          | Yamaha YZF R7     | 25   | +1:05.551 | 22º     | 4     |
| 13º  | 18  | Markus Barth         | Alpha Technik Yamaha | Yamaha R7         | 25   | +1:07.960 | 21º     | 3     |
| 14º  | 20  | Marco Borciani       | Pedercini            | Ducati RS 996     | 25   | +1:11.379 | 25º     | 2     |
| 15º  | 38  | Lance Isaacs         | Ducati NCR           | Ducati RS 996     | 25   | +1:15.667 | 33º     | 1     |
| 16º  | 78  | Bertrand Stey        | White Endurance      | Honda VTR1000     | 24   | +1 giro   | 31º     |       |
| 17º  | 155 | Ben Bostrom          | Ducati NCR           | Ducati RS 996     | 24   | +1 giro   | 13º     |       |
| 18º  | 11  | Lucio Pedercini      | Pedercini            | Ducati RS 996     | 24   | +1 giro   | 30º     |       |
| 19º  | 91  | Daniele Morigi       | Pacific              | Ducati 996 RS2000 | 24   | +1 giro   | 34º     |       |

#### Ritirati
| Nº  | Pilota               | Squadra              | Motocicletta     | Giri | Griglia |
| --- | -------------------- | -------------------- | ---------------- | ---- | ------- |
| 27  | Frédéric Protat      | FP Racing            | Ducati 996       | 16   | 29º     |
| 76  | Igor Jerman          | Kawasaki Bertocchi   | Kawasaki ZX 7RR  | 16   | 26º     |
| 46  | Mauro Sanchini       | Pedercini            | Ducati RS 996    | 15   | 24º     |
| 19  | Juan Borja           | Ducati Infostrada    | Ducati 996       | 12   | 12º     |
| 111 | Aaron Slight         | Castrol Honda        | Honda VTR1000    | 10   | 7º      |
| 23  | Jiří Mrkývka         | JM SBK               | Ducati 996 R     | 9    | 32º     |
| 28  | Jürgen Oelschläger   | Alpha Technik Yamaha | Yamaha R7        | 8    | 27º     |
| 30  | Alessandro Antonello | Aprilia Axo          | Aprilia RSV 1000 | 5    | 20º     |
| 47  | John Reynolds        | Revè Red Bull        | Ducati RS 996    | 2    | 11º     |
| 35  | Giovanni Bussei      | Kawasaki Bertocchi   | Kawasaki ZX 7RR  | 2    | 15º     |
| 3   | Troy Corser          | Aprilia Axo          | Aprilia RSV 1000 | 0    | 10º     |

### Supersport

#### Arrivati al traguardo
| Pos. | Nº | Pilota               | Squadra              | Motocicletta     | Giri | Tempo     | Punti |
| ---- | -- | -------------------- | -------------------- | ---------------- | ---- | --------- | ----- |
| 1º   | 15 | Paolo Casoli         | Ducati Infostrada    | Ducati 748 RS    | 23   | 34'58.073 | 25    |
| 2º   | 31 | Karl Muggeridge      | Ten Kate Honda       | Honda CBR 600    | 23   | +0.224    | 20    |
| 3º   | 2  | Iain MacPherson      | Kawasaki Racing      | Kawasaki ZX 6R   | 23   | +0.288    | 16    |
| 4º   | 59 | Jim Moodie           | V&M Racing           | Yamaha           | 23   | +1.883    | 13    |
| 5º   | 17 | Pere Riba            | Castrol Honda        | Honda CBR 600 F  | 23   | +2.871    | 11    |
| 6º   | 6  | Christian Kellner    | Alpha Technik Yamaha | Yamaha YZF R6    | 23   | +4.563    | 10    |
| 7º   | 5  | Rubén Xaus           | Ducati Infostrada    | Ducati 748 RS    | 23   | +5.031    | 9     |
| 8º   | 1  | Stéphane Chambon     | Suzuki Alstare       | Suzuki GSX R 600 | 23   | +14.283   | 8     |
| 9º   | 44 | Antonio Carlacci     | GiMotorsport         | Yamaha R6        | 23   | +14.727   | 7     |
| 10º  | 14 | Christophe Cogan     | BKM Racing           | Yamaha R6        | 23   | +15.271   | 6     |
| 11º  | 7  | Fabrizio Pirovano    | Suzuki Alstare       | Suzuki GSX R 600 | 23   | +16.393   | 5     |
| 12º  | 22 | Werner Daemen        | Yamaha Belgium       | Yamaha R6        | 23   | +23.210   | 4     |
| 13º  | 12 | Andrew Pitt          | Kawasaki Racing      | Kawasaki ZX 6R   | 23   | +23.322   | 3     |
| 14º  | 21 | Massimo Meregalli    | Yamaha Belgarda      | Yamaha YZF R6    | 23   | +23.465   | 2     |
| 15º  | 64 | Dean Thomas          | D&E Ducati R. UK     | Ducati           | 23   | +23.620   | 1     |
| 16º  | 40 | Kevin Curtain        | BKM Racing           | Yamaha R6        | 23   | +23.679   |       |
| 17º  | 29 | Christer Lindholm    | Dee Cee Jeans Racing | Yamaha R6        | 23   | +39.767   |       |
| 18º  | 8  | Cristiano Migliorati | Metalsistem Endoug   | Suzuki GSX 600   | 23   | +39.847   |       |
| 19º  | 18 | Vittorio Iannuzzo    | Lorenzini-T.Italia   | Yamaha R6        | 23   | +41.367   |       |
| 20º  | 55 | Norino Brignola      | GiMotorsport         | Yamaha R6        | 23   | +41.368   |       |
| 21º  | 19 | Walter Tortoroglio   | D.F.X. Racing        | Ducati 748       | 23   | +46.600   |       |
| 22º  | 28 | Michele Malatesta    | Monza Corse          | Suzuki GSX 600   | 23   | +53.800   |       |
| 23º  | 83 | James Ellison        | Ten Kate Honda       | Honda CBR 600    | 23   | +54.058   |       |
| 24º  | 26 | Kyro Verstraeten     | Yamaha Belgium       | Yamaha R6        | 23   | +1'00.028 |       |
| 25º  | 9  | Wilco Zeelenberg     | Dee Cee Jeans Racing | Yamaha R6        | 23   | +1'06.419 |       |
| 26º  | 82 | Gareth Kenward       | TDC Desenzano Corse  | Suzuki GSX 600   | 22   | +1 giro   |       |

#### Ritirati
| Nº | Pilota                | Squadra            | Motocicletta   | Giri |
| -- | --------------------- | ------------------ | -------------- | ---- |
| 69 | James Whitham         | Yamaha Belgarda    | Yamaha YZF R6  | 18   |
| 16 | Sébastien Charpentier | Honda France Elf   | Honda CBR 600  | 12   |
| 10 | William Costes        | Honda France Elf   | Honda CBR 600  | 9    |
| 99 | Fabien Foret          | D.C.R. Pirelli     | Ducati 748 R   | 8    |
| 61 | Fabio Capriotti       | Lorenzini-T.Italia | Yamaha R6      | 7    |
| 34 | Yves Briguet          | D.F.X. Racing      | Ducati 748     | 6    |
| 20 | Karl Harris           | Metalsistem Endoug | Suzuki GSX 600 | 3    |
| 3  | Piergiorgio Bontempi  | D.C.R. Pirelli     | Ducati 748 R   | 0    |

### Superstock

#### Arrivati al traguardo
| Pos. | Nº | Pilota               | Squadra              | Motocicletta     | Giri | Tempo     | Punti |
| ---- | -- | -------------------- | -------------------- | ---------------- | ---- | --------- | ----- |
| 1º   | 47 | Jamie Morley         | Beckley s Suzuki C.  | Suzuki GSX R 750 | 15   | 23'04.932 | 25    |
| 2º   | 45 | Chris Burns          | Redwood Racing       | Yamaha R1        | 15   | +2.099    | 20    |
| 3º   | 8  | James Ellison        | Ten Kate Young Guns  | Honda 900 CBR    | 15   | +3.077    | 16    |
| 4º   | 77 | Olivier Four         | Star Moto            | Suzuki GSX R 750 | 15   | +4.031    | 13    |
| 5º   | 50 | Martin Bauer         | Kawasaki Team Rosner | Kawasaki ZX 9R   | 15   | +5.440    | 11    |
| 6º   | 60 | Gary Mason           | Aprilia Desmo Racing | Aprilia RSV R    | 15   | +7.841    | 10    |
| 7º   | 11 | Katja Poensgen       | Suzuki Alstare       | Suzuki GSX R 750 | 15   | +22.983   | 9     |
| 8º   | 9  | Stephane Jond        | Fratelli Team        | Suzuki GSX R 750 | 15   | +23.193   | 8     |
| 9º   | 37 | Barry Veneman        | Dee Cee Jeans R.T.   | Yamaha R1        | 15   | +24.740   | 7     |
| 10º  | 14 | Raffaello Fabbroni   | Rumi                 | Honda 900 CBR    | 15   | +25.335   | 6     |
| 11º  | 54 | Markus Wegscheider   | Suzuki S. Schmidt    | Suzuki GSX R 750 | 15   | +25.517   | 5     |
| 12º  | 17 | Frederic Jond        | Fratelli Team        | Honda 900 CBR    | 15   | +29.827   | 4     |
| 13º  | 3  | Dario Tosolini       | TDC Desenzano Corse  | Suzuki GSX R 750 | 15   | +32.967   | 3     |
| 14º  | 91 | Gianluca Vizziello   | GiMotorsport         | Yamaha R1        | 15   | +33.085   | 2     |
| 15º  | 28 | Giacomo Romanelli    | TDC Desenzano Corse  | Suzuki GSX R 750 | 15   | +33.187   | 1     |
| 16º  | 21 | Koen Vleugels        | KS Racing            | Yamaha R1        | 15   | +38.735   |       |
| 17º  | 42 | Benny Jerzenbeck     | Steinhausen Racing   | Suzuki GSX R 750 | 15   | +42.381   |       |
| 18º  | 88 | Marty Nutt           | Nutt Aprilia UK      | Aprilia RSV R    | 15   | +42.818   |       |
| 19º  | 61 | Tristan Palmer       | Racernet             | Yamaha R1        | 15   | +45.608   |       |
| 20º  | 34 | Didier Van Keymeulen | BKM Racing           | Yamaha R1        | 15   | +46.694   |       |
| 21º  | 72 | Steven Casaer        | Yamaha Belgium       | Yamaha R1        | 15   | +50.818   |       |
| 22º  | 5  | Paul Notman          | Speedline NRG        | Honda 900 CBR    | 15   | +51.973   |       |
| 23º  | 51 | Kelvin Reilly        | KR Racing            | Yamaha R1        | 15   | +1'02.819 |       |
| 24º  | 16 | Simone Suzzi         | FBC Racing           | Aprilia RSV R    | 15   | +1'03.708 |       |
| 25º  | 27 | Rudy Servol          | TRS Team Rudy Servol | Honda 900 CBR    | 15   | +1'04.971 |       |
| 26º  | 69 | Yann Gyger           | White Endurance      | Honda 900 CBR    | 15   | +1'06.861 |       |
| 27º  | 23 | Michael Weynand      | Keller Corsa         | Yamaha R1        | 15   | +1'11.378 |       |
| 28º  | 49 | Benjamin Nabert      | Green Speed          | Kawasaki ZX 9R   | 15   | +1'11.748 |       |
| 29º  | 18 | Niklas Carlberg      | Carlberg Racing Swe  | Yamaha R1        | 15   | +1'35.875 |       |

#### Ritirati
| Nº | Pilota           | Squadra       | Motocicletta  | Giri |
| -- | ---------------- | ------------- | ------------- | ---- |
| 39 | Massimo Bisconti | Ghelfi        | Honda 900 CBR | 14   |
| 20 | Roberto Ciroldi  | Ghelfi        | Honda 900 CBR | 11   |
| 22 | Steve Brogan     | Rumi          | Honda 900 CBR | 1    |
| 2  | Daniel Oliver    | Martin Racing | Aprilia RSV R | 0    |